# Slaget vid Aachen
Slaget vid Aachen var ett slag under andra världskriget som utkämpades runt staden Aachen i Tyskland 2-21 oktober 1944 mellan amerikanska och tyska trupper. I september 1944 retirerade Wehrmacht till Tyskland efter att man hade besegrats av de allierade i Frankrike. Redan den 14 september 1944 hade de amerikanska enheterna tagit sig i södra distriktet Kornelimünster, utan att det kom till stor förstörelse. 
I Frankrike förlorade Wehrmacht 25 av de 74 divisioner som var stationerade där. Efter tillbakadragandet till Siegfriedlinjen så kunde tyskarna delvis bygga upp sina styrkor igen. De lyckades mönstra cirka 230 000 soldater (de flesta av dessa var dock inte så välutbildade eller väl beväpnade). I september inleddes de första striderna kring Aachen och dess befälhavare erbjöd sig att överlämna staden till de framryckande amerikanerna. Hans planer upptäcktes dock av SS och han arresterades och en ny befälhavare, Gerhard Wilck, utsågs.
De amerikanska befälhavarna beslutade sig för att först helt omringa Aachen innan man invaderade staden. Stadens försvar bestod av den tyska 81:a kåren, som inkluderade fyra infanteridivisioner och två undertaliga stridsvagnsförband. Under slagets gång fick det tyska försvaret förstärkningar på 24 000 soldater. Även om de var färre än de amerikanska styrkorna kunde försvararna förlita sig på dussintals betongbunkrar och befästningar placerade runt om i staden.
Den 30:e infanteridivisionens offensiv inleddes den 2 oktober men blev omedelbart stoppad av det tyska försvaret. Luft- och artilleribeskjutningen före attacken hade inte gjort några större skador på de tyska försvarspositionerna och divisionens attack mot de tyska positioner i norr stannade upp. Den 1:a infanteridivisionen inledde sitt anfall den 8 oktober och lyckades uppnå sina primära mål inom 48 timmar, men ytterligare framsteg försvårades kraftigt genom kontinuerliga tyska motanfall. Under tiden avancerade den 30:e infanteridivisionen långsamt. Den 12 oktober hade det ännu inte etablerats någon kontakt mellan de båda amerikanska infanteridivisionerna varför en inringning av staden ej kunde genomföras. Den 1:a infanteridivisionen väntade dock inte längre och förberedde därför en direkt attack på staden innan inringningen var fullständig. Striden om själva staden stod från den 13 till den 21 oktober och resulterade i stora förluster. Efter hårt motstånd gav dock den tyske generalen Wilcke så småningom upp staden till de amerikanska trupperna den 21 oktober. Mellan den 2 och den 21 oktober hade de amerikanska och tyska styrkorna förlorat cirka 5 000 man var i slaget om Aachen och cirka 5 600 tyskar hade tagits som krigsfångar.

## Bildgalleri

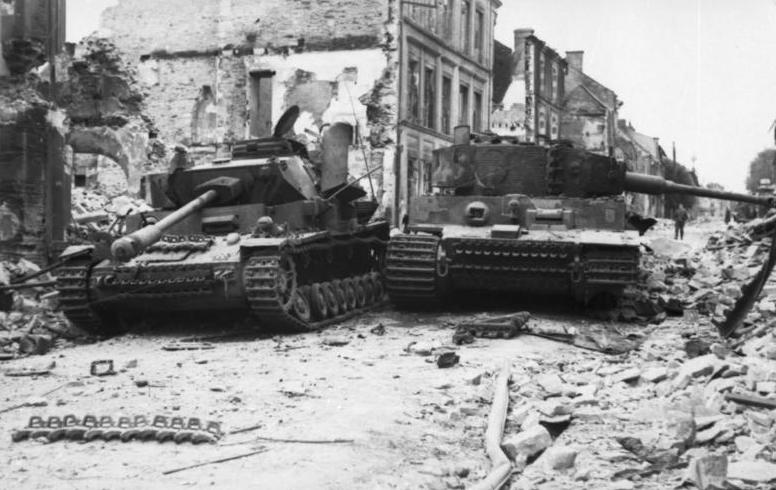
Förstörda tyska StrV
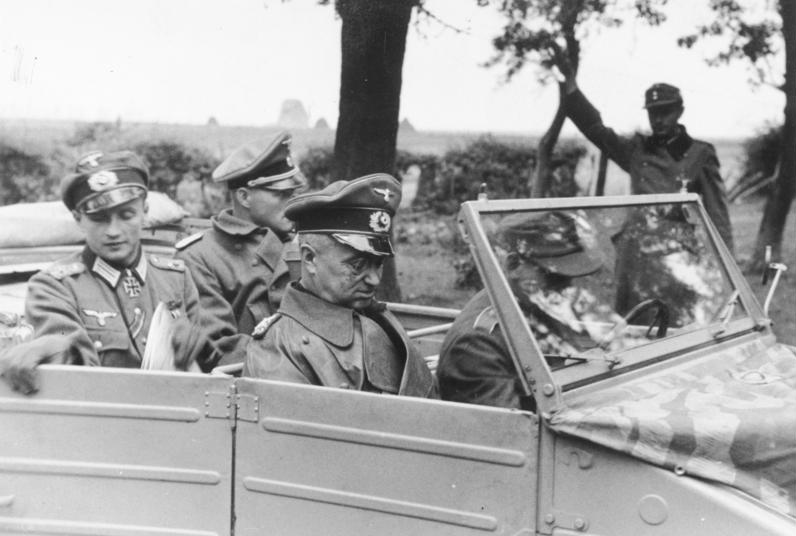
Walter Model
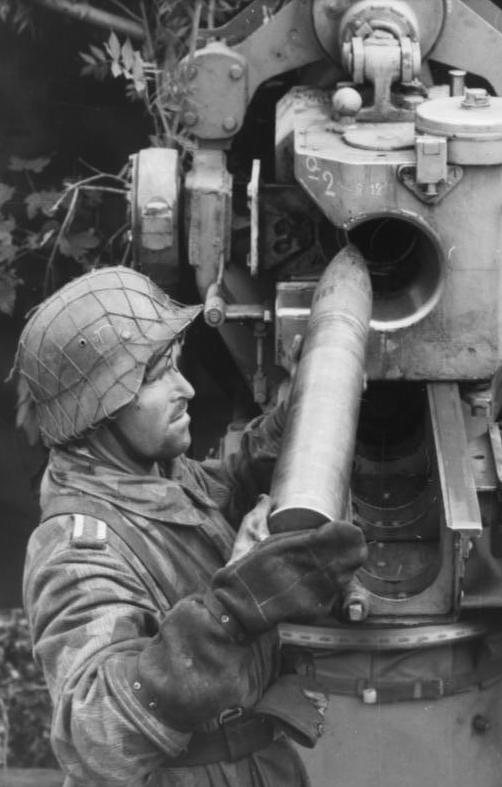
Flak-Geschütz
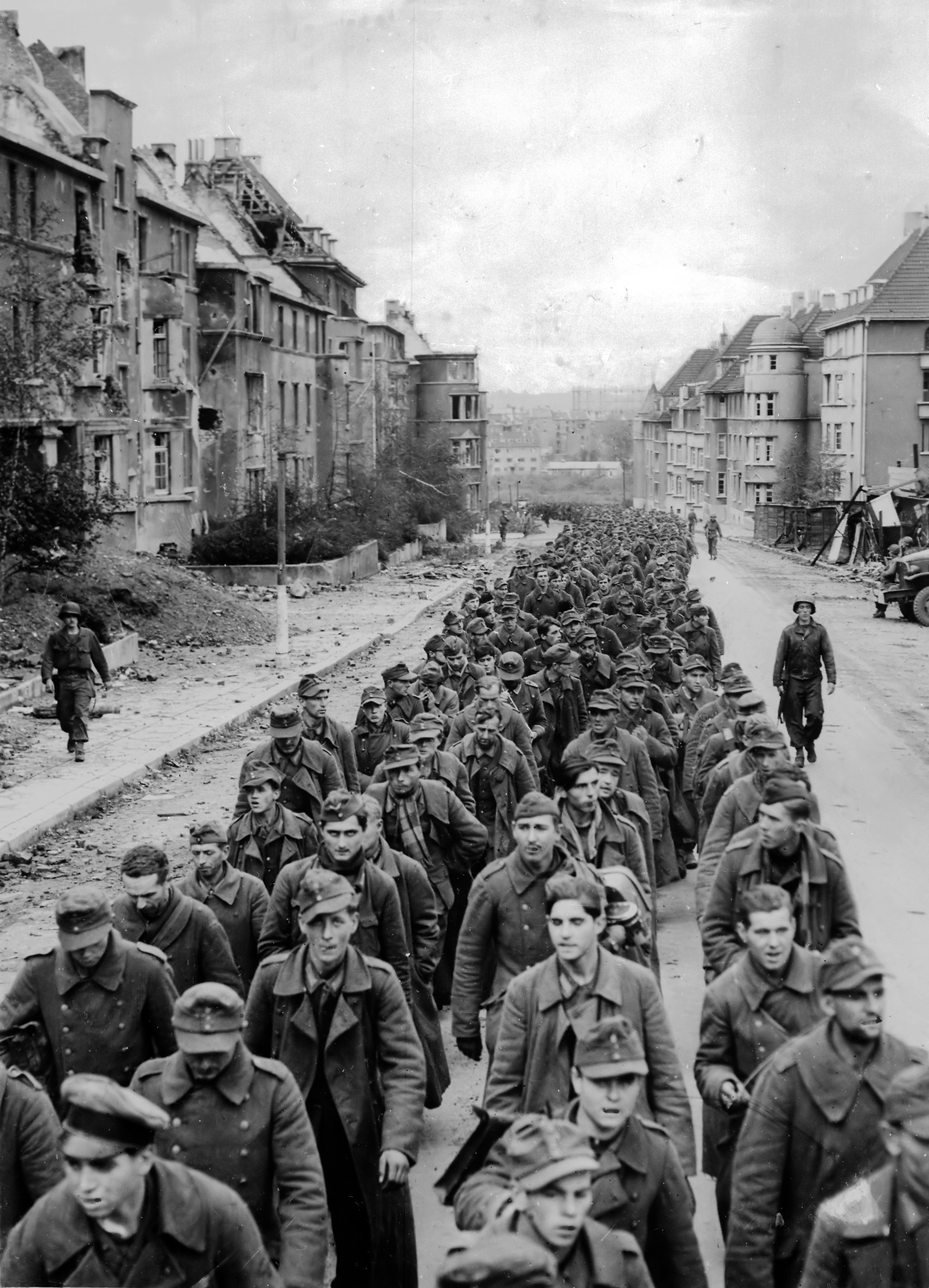
Krigsfångar